# میناسه یاشیرو
میناسه یاشیرو (انگلیسی: Minase Yashiro؛ زاده ۳ فوریهٔ ۱۹۸۵) یک بازیگر زن اهل ژاپن است. 